# Área de Proteção Ambiental Morro de Osório
A Área de Proteção Ambiental Morro de Osório é uma Unidade de Conservação do Município de Osório, no Rio Grande do Sul, Brasil.
Com área de 6.896,75 ha, foi criada em 1994 pela Lei Municipal N° 2.665, de 27 de setembro de 1994, visando garantir a proteção ambiental e organizar as atividades humanas para preservar e melhorar as características biológicas, ecológicas e paisagísticas da mata atlântica.
A APA Morro de Osório está contida dentro do distrito da Borússia e dentro da APA está localizado o chamado Morro da Borússia.

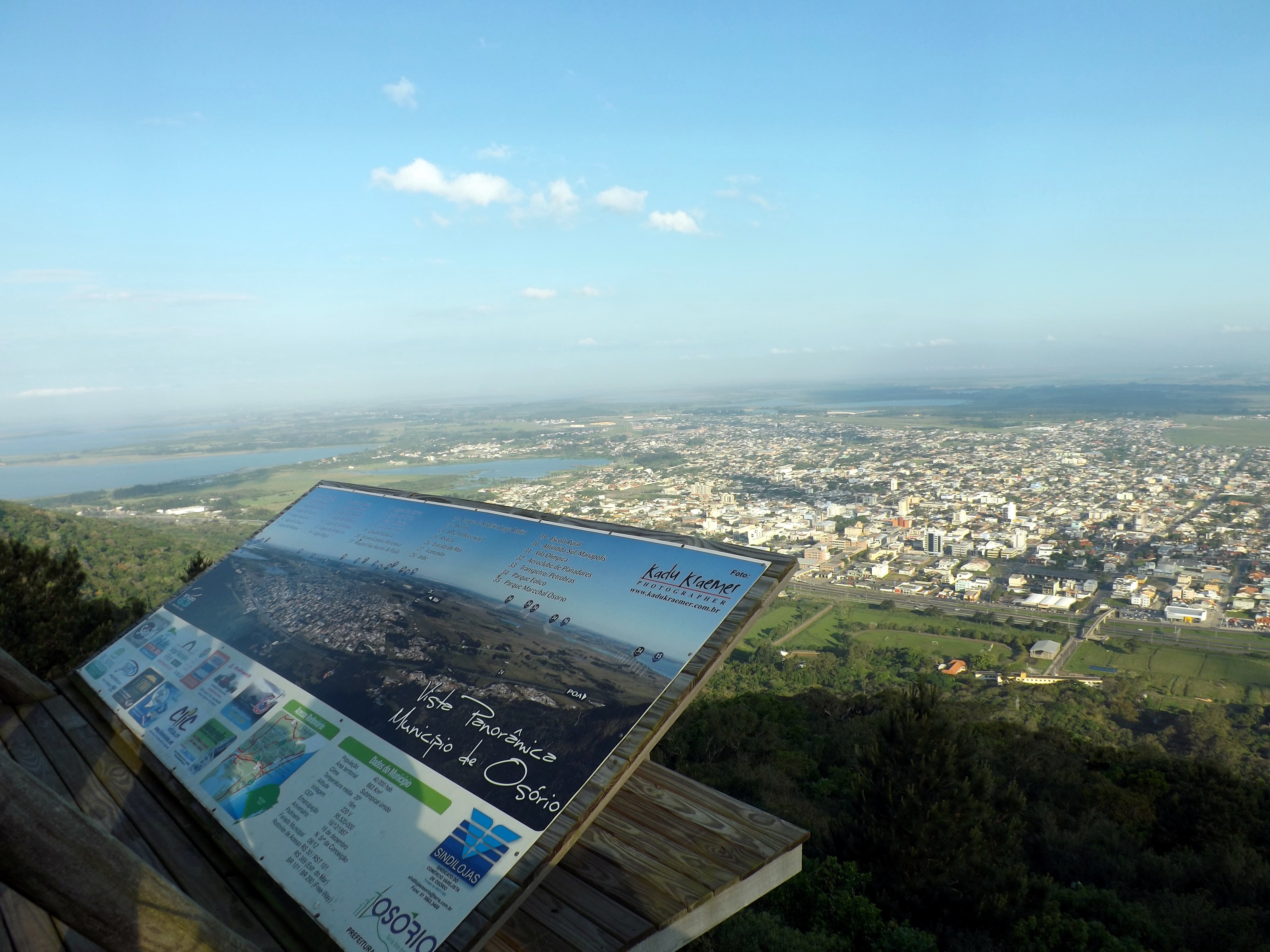
Vista para a cidade de Osório a partir do Mirante

## Ameaças
A APA Morro de Osório abriga diversas espécies ameaçadas de extinção como palmeira-juçara, araucária, xaxim, orquídeas e almécega.
Em 2011, um levantamento identificou a degradação dos corpos d'água e das margens, propondo a recuperação das áreas degradadas.
Outras ameaças à conservação da sociobiodiversidade são as diversas Linhas de Transmissão que cruzam a Unidade de Conservação. Elas são "responsáveis por provocar impactos indiretos, entre eles: fragmentação da paisagem e quebra do contínuo florestal, isolando e seccionando os remanescentes florestais".
A mais recente é a Linha de Transmissão 230 kV Osório 3 - Gravataí 3 projetada pela CPFL Transmissão e aprovada pela ANEEL, em 2021. As Linhas de Transmissão

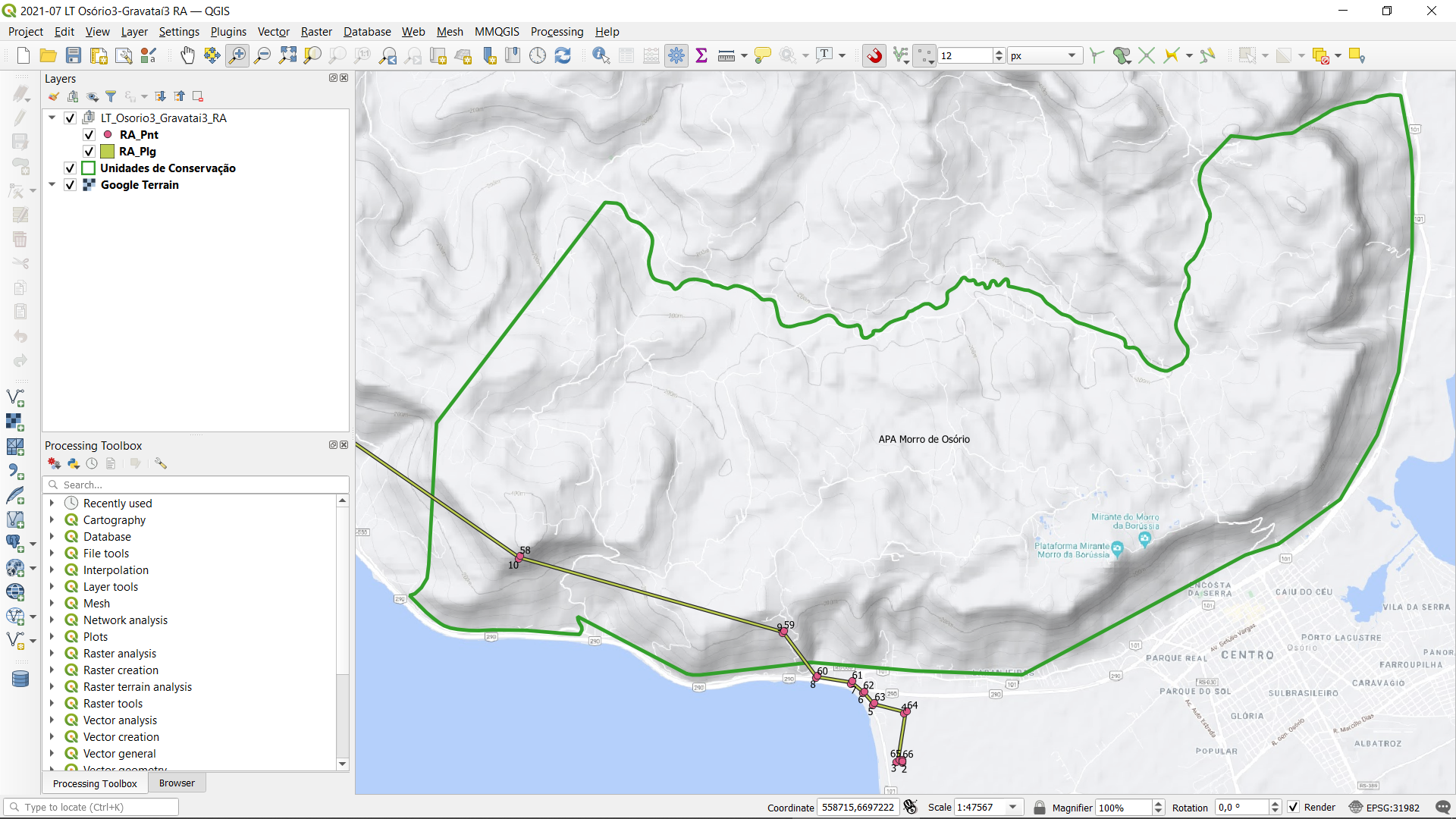
Linha de Transmissão projetada em 2021 para cruzar a APA Morro de Osório